# Cuba Cola

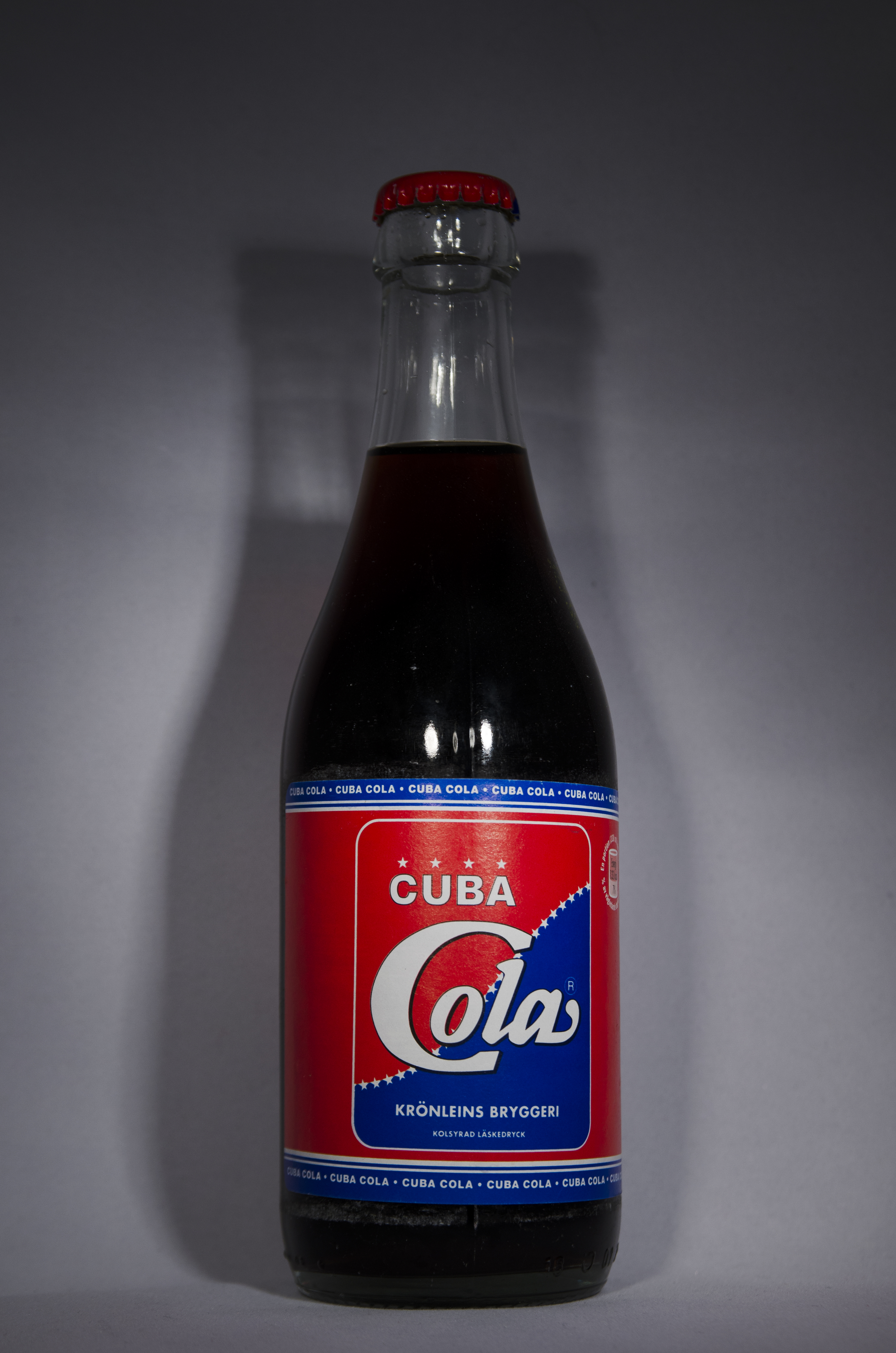
Uma clássica garrafa de Cuba Cola

Cuba Cola é um refrigerante de cola produzido na Suécia, engarrafado pela Saturnus AB. Foi introduzido ao mercado no verão de 1953, logo após que bebidas de cola tornaram-se legais no país, chegando a bater a Coca-Cola pelos três meses da estação.
A receita é propriedade da Saturnus AB. da cidade de Malmö, e é produzida sob licença pela VASA Bryggeri, Hammars-Bryggeri AB, Heines Bryggeri AB, Guttsta Källa e a Kröhleins.